# 马斯雷
马斯雷（法語：Masseret，法語發音：[masʁɛ]），法国中南部市镇，属于新阿基坦大区科雷兹省，隶属于蒂勒区，其市镇面积为13.55平方公里，2022年1月1日时人口数量为670人，在法国城市中排名第13,425位。
马斯雷位于科雷兹省西北部，北侧与上维埃纳省接壤，A20高速公路和莱索布赖－蒙托邦铁路经过此地。

## 地名来源
“马斯雷”一名来源于拉丁语“mansus serenus”，意为“安稳的山丘”，对应的现代法语为“Mas serein”。

## 历史
马斯雷最初于中世纪中期（约公元11世纪）左右被首次提及。约公元12世纪时，利摩日子爵在此修建了一处城塞。1430年，马斯雷获得的市镇宪章。法国大革命后，马斯雷成为科雷兹省的一个市镇。工业革命期间，途径此地的莱索布赖－蒙托邦铁路建成通车。20世纪后，当地人口数量逐年下降。

## 地理

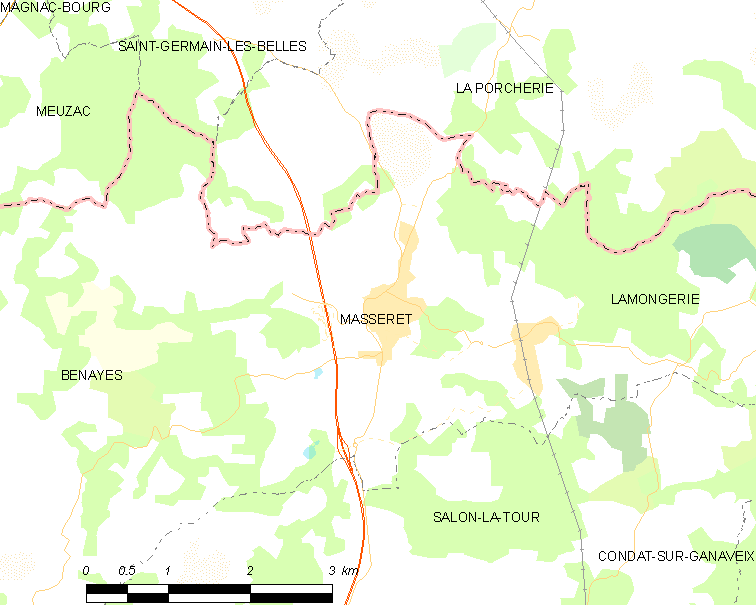
马斯雷市镇范围地图

马斯雷位于法国中南部，新阿基坦大区东部和科雷兹省西北部，距离省会蒂勒大约46公里。与马斯雷接壤的市镇包括：伯奈、拉蒙日里、萨隆拉图尔、拉波尔舍里。

### 地形
马斯雷位于法国中央高原西部，境内以丘陵为主，市镇中心地势较为平坦，全境海拔在385到520米之间。

### 水文
马斯雷位于布拉达斯库河与欧韦泽尔河的分水岭地带，两河均属于加龙河水系，此外马斯雷境内还有多处天然水塘。

### 植被
马斯雷属于温带阔叶混交林区，林地主要分布于市镇范围内的坡地地区。
在鲜花城市的评比中，马斯雷暂未被评级。

### 气候
马斯雷在柯本气候分类法中属于温带海洋性气候。

## 行政区划
马斯雷是法国新阿基坦大区科雷兹省的一个市镇，编号为19129。马斯雷下辖蒂勒区，隶属于科雷兹省第一选区，管理于泽什县，同时也是于泽什地区市镇公共社区的办公驻地。
法国国家统计与经济研究所（简称）在进行数据统计时，未将马斯雷划入任何城市核心区（Unité urbaine）、城市区（Aire urbaine）以及城市辐射区（Aire d'attraction）内。此外，还将马斯雷市镇整体看作一个“块区”（IRIS），以便于统计人口分布情况。

## 交通

### 公路
A20高速公路经过市区西部并设有43号出入口连接镇中心，此外多条科雷兹省省道在马斯雷境内交汇。
2018年，58.7%的马斯雷家庭拥有至少一辆私人汽车。2016年，马斯雷境内共发生各类交通事故1起，造成1人受伤。

### 铁路
马斯雷位于莱索布赖－蒙托邦铁路上。马斯雷站位于市区东部，是一个无人看守的铁路乘降所，停靠往返于利摩日和布里夫拉盖亚尔德一线的区域列车。

### 航空
距离马斯雷最近的民用航空站为利摩日机场，距离马斯雷市中心的公路里程约55公里。

### 城市公共交通
截至2021年11月，马斯雷暂无城市公共交通系统。

## 政治
马斯雷的现任市长为贝尔纳·鲁先生（Bernard Roux），他是社会党的一名成员，在2020年的市政选举中获得了100%的支持率（无其他候选人）。
在2017年的法国总统大选中，法国第25任总统埃马纽埃尔·马克龙在马斯雷获得了64.52%的支持率。

## 人口
2018年，马斯雷市镇人口数量为671，在法国排名第13,425位。其中男性330人，女性341人，75岁及以上人口占13.9%，外籍人口数量为108人，人口密度为50人/平方公里，当地居民被称为（男性）或（女性）。2019年，马斯雷境内出生2人，死亡人口5人。
| 年份   | 1936 | 1946 | 1954 | 1962 | 1968 | 1975 | 1982 | 1990 | 1999 | 2006 | 2007 | 2008 | 2013 | 2018 |
| ------ | ---- | ---- | ---- | ---- | ---- | ---- | ---- | ---- | ---- | ---- | ---- | ---- | ---- | ---- |
| 人口數 | 959  | 901  | 914  | 874  | 813  | 742  | 731  | 669  | 608  | 659  | 666  | 673  | 678  | 671  |

## 经济
截止2021年11月，马斯雷共有各类用人单位（包含自雇）142家，平均历史为20年，均为中小型企业（PME）。（餐饮）是当地2020年营业额最高的企业，为1,477,151欧元。

## 财政收入
2019年，马斯雷的财政收入总额为538,420欧元，财政支出总额为440,860欧元，当年的债务总额为532,880欧元。2021年，马斯雷共获得103,908欧元的国家财政补助，比上一年减少了2.16%。
2019年，马斯雷的家庭平均月收入总额为1,820欧元，低于法国平均水平（2,318欧元）。
2018年，马斯雷境内的青壮年（15至64岁）失业率为8%，当地43.3%的家庭拥有纳税资格，平均纳税1,655欧元，低于法国平均水平（3,888欧元）。

## 社会事务

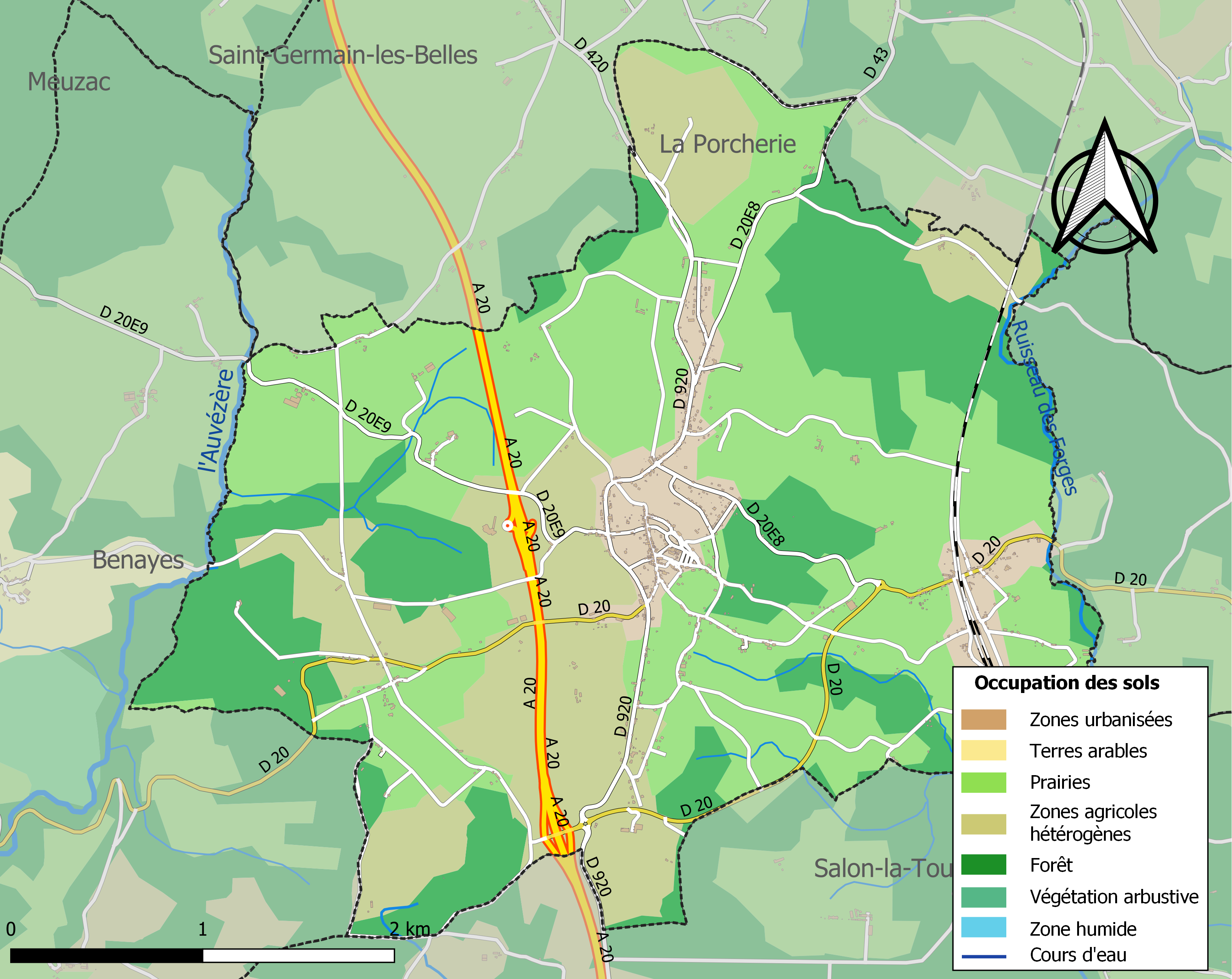
马斯雷土地利用情况地图

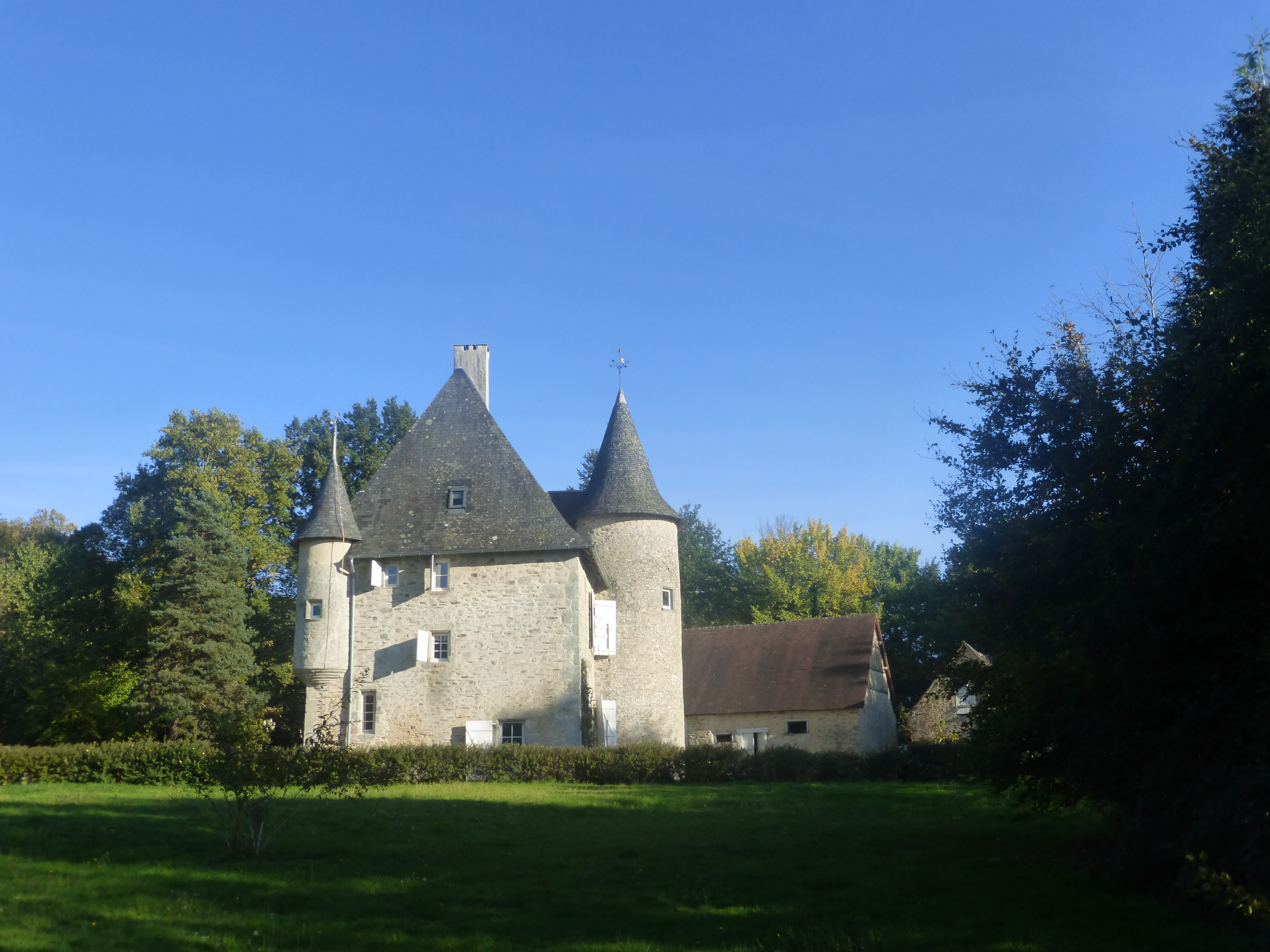
拉博城堡

### 教育
马斯雷属于利摩日学区。截止2020年1月1日，马斯雷境内暂无任何教育设施。

### 医疗
截止2020年1月1日，马斯雷境内共有全科医生2名、保健师1名、护士5名。境内共有药房1家。
距离马斯雷最近的区域性医疗机构是于泽什中心医院（Centre Hospitalier d'Uzerche），其主病区位于于泽什市区，距离马斯雷镇中心的正常车程在15分钟以内，该院是一个老年人服务医院，设有床位30个，是当地规模最大的公立医院。

### 住房
2018年，马斯雷境内共有各类住房509套，其中89.6%为独立式居民区，9.8%为集中式居民区。常住房屋占马斯雷市镇范围内居民建筑总量的66.8%。
在住房保障政策方面，2020年，马斯雷境内共有46户家庭获得了住房经济补助，受益人数占总人口数量的6.9%，其中39份为房租补助。

### 商业
2019年，马斯雷境内共有各类实体商铺23家，其中餐厅2家、杂货店1家、面包房1家、肉铺2家、银行门店2家、美容美发店2家、汽车维修店5家。镇中心有一家Proxi便民小超市。

### 体育
2020年，马斯雷境内共有1处足球或橄榄球场。
截至2021年11月，马斯雷境内暂无注册足球俱乐部。

### 环境
马斯雷的环境事务由其所属的公共社区负责。2019年，马斯雷境内暂无污染企业。

### 治安
马斯雷所在地是布里夫拉盖亚尔德宪兵总队的管辖范围。2020年，该宪兵总队辖区内共156个市镇累计发生各类案件2,463起，其中盗窃类案件1,013起，经济类案件521起，毒品交易类案件154起。

## 文化

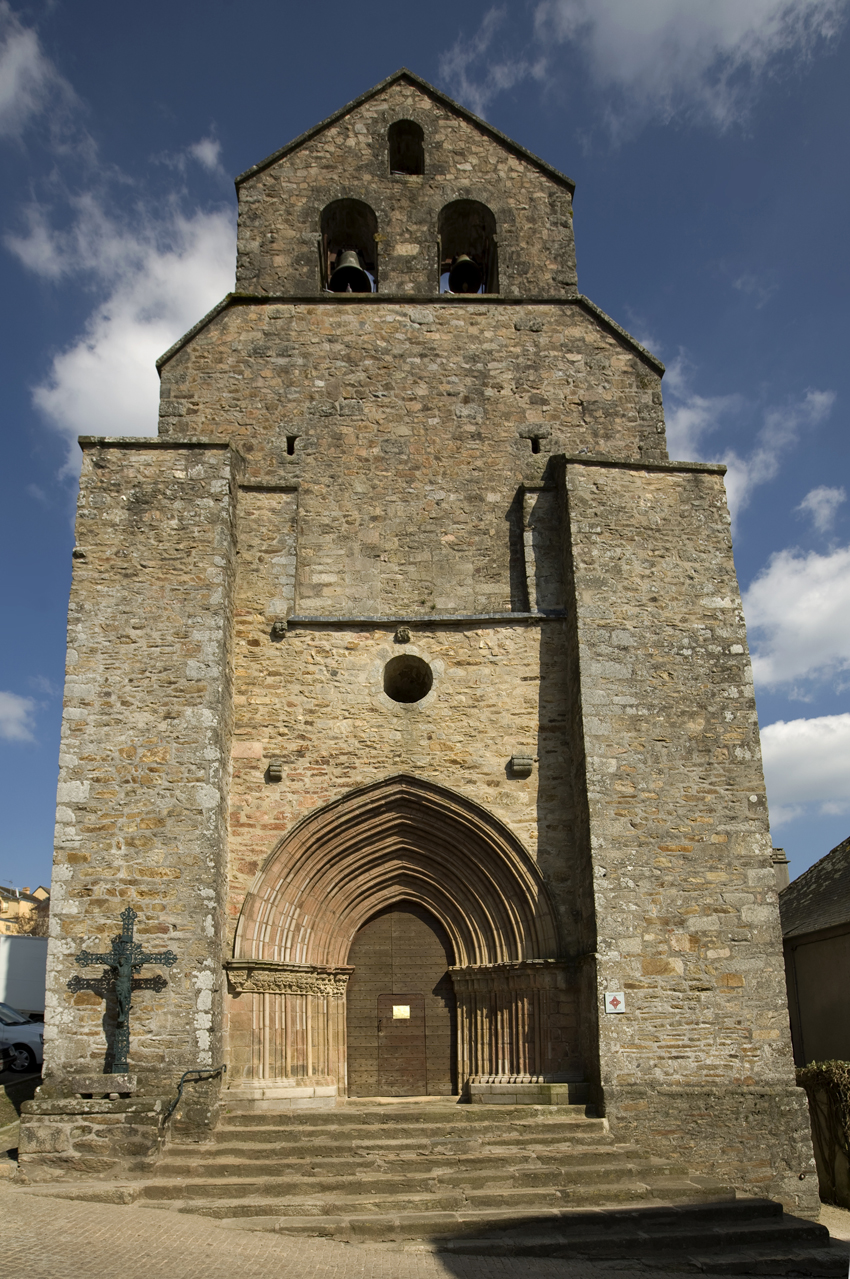
圣卡特琳教堂

2020年，马斯雷境内暂无任何文化设施。

### 建筑
马斯雷境内有多处历史建筑，其中亚历山德里圣卡特琳教堂（Église Sainte-Catherine-d'Alexandrie）和拉博城堡是法国国家文物保护单位。

### 旅游
马斯雷的旅游事务由其所属的公共社区负责。2021年，马斯雷境内共有1家酒店共计24间房间。

### 媒体
法国主要的媒体均可在马斯雷接收，法国电视三台下属的新阿基坦大区频道在部分时段播出马斯雷所属区域的地方新闻。

## 友好城市
截至2021年11月，马斯雷暂未建立任何友好城市关系。

## 著作
F. Baillot d'Estivaux. Le Livre d'Histoire , 编. . Autremencourt. 2003: 180  [2021-11-06]. ISBN 2-84373-323-5. （原始内容存档于2021-11-06） （法语）.